# Chang Dai-chien
Advertiment: En els noms xinesos, el cognom va al davant; en aquest cas Zhang.
Chang Dai-chien, o segons la romanització del pinyin, Zhang Daqian (xinès tradicional: 張大千, xinès simplificat: 张大千, pinyin: Zhāng Dàqiān, Wade-Giles: Chang Ta-ch'ien) fou un cotitzat pintor i cal·lígraf xinès nascut el 10 de maig de 1899 a Neijiang, província de Sichuani mort a Taipei, Taiwan. el 2 d'abril de 1983. El 1917 va traslladar-se al Japó per fer estudis tècnics però allà va adquirir experiència amb els colors. Als anys 40 va viatjar a l'Argentina, Brasil i Estats Units. Va aconseguir una important col·lecció de pintures xineses i occidentals. A la seva ciutat natal existeix un museu on s'exhibeixen obres seves realitzades al llarg de la seva vida.
Se'l considera un del millors pintors xinesos del segle xx. En els seus inicis com a artista s'inspirava en l'estil tradicional guohua (“pintura del país”), seguint als “individualistes” de les dinasties Ming i Qing, però als anys 60 del segle passat va destacar com a pintor impressionista i expressionista. En la seva darrera producció es caracteritzà per les seves “pintures esquitxades”. El pintor Picasso quan es va entrevistar amb Zhang Daqian el va reconèixer com el més gran pintor d'Orient.